# 1730 Marceline
1730 Marceline (1936 UA) là một tiểu hành tinh vành đai chính được phát hiện ngày 17 tháng 10 năm 1936 bởi M. Laugier ở Nice.